# František Bžoch
František Bžoch (31. března 1896 Praha – 1. srpna 1951 Horní Beřkovice) byl český sochař – figuralista.

## Život
„Proč se člověk má mračit, proč se má na vše dívat škaredě, proč by nemohl býti veselý, proč by nemohl býti optimistou, tak jako je akad.sochař František Bžoch, který ve světě lidí vidí jen to nejlepší.“ (úryvek z nekrologu)
František Bžoch se narodil v rodině zedníka Františka Bžocha (1864–??) a jeho manželky Marie, rozené Plaché (1864–??). Narodil se jako třetí z celkem sedmi sourozenců, z nichž dva zemřeli předčasně. Z počátku pracoval jako modelér, v 16 letech se jako vyučený štukatér dostal na Uměleckoprůmyslovou školu do speciálky profesora Josefa Drahoňovského, u něhož studoval tři roky (1912–1915). Odtud v roce 1915 přešel na Akademii výtvarných umění k J. V. Myslbekovi, kde absolvoval v roce 1918. Spolu s Karlem Pokorným, se kterým pracoval na dokončování sochy svatého Vojtěcha, byl jeho posledním žákem. V jeho ateliéru pracoval až do Myslbekovy smrti.
Myslbek Bžochovi v posledních letech svého života svěřoval závažnou spolupráci na některých svých dílech, např. na portrétu Lažanského, pomníku biskupa J. V. Jirsíka v Českých Budějovicích, soše sv. Vojtěcha pro pomník svatého Václava aj. Později v letech 1919–1922 se podílel na bronzové bustě hraběte Lutzowa a v roce 1921 na soše Jana Husa pro pražskou filozofickou fakultu.
Myslbekovou zásluhou se v roce 1921 Bžochovi dostalo i první příležitosti k větší samostatné práci. S Karlem Pokorným vytvořili dvě alegorické sochy na atice tehdejšího domu zahraničního obchodu v Břehové ulici v Praze (Karel Pokorný alegorie Vědy, František Bžoch alegorie Umění).
Již jako samostatný sochař obeslal v roce 1920 veřejnou soutěž na pomník padlým a získal 1.cenu. V roce 1923 získal jeho návrh na pomník J. A. Komenského v Naardenu 3. cenu, stejně jako soutěžní návrh pomníku E. Denise (1927) a pomníku plukovníka Švece (1932). Jmenované soutěžní návrhy byly zakoupeny pro veřejné sbírky, pomník plukovníka Švece zakoupilo ministerstvo školství a národní osvěty.
V roce 1923 odjel F. Bžoch na studijní pobyt do Paříže (1923–1924), kde se blíže seznámil s řadou dalších umělců, např. Kovářem,[ujasnit] Janem Zrzavým, Otakarem Kubínem, hudebním skladatelem Bohuslavem Martinů a dalšími, především však s pařížskou školou.
V roce 1936/37 působil jako vědecký smluvní asistent na pražské Vysoké škole architektury a pozemního stavitelství, od roku 1920 součásti ČVUT. V roce 1951, těžce nemocen, zemřel. 

## Dílo
Ve spolupráci s význačnými architekty sochařsky vyzdobil několik staveb, např. školu v Mariánských Lázních, budovu bývalé YMCY v Praze, výletní hotel Sakura v Roztokách u Prahy, interiér a zahradu továrníka E. Trauba v Bubenči dekorativními plastikami a reliéfy. Na fasádě funkcionalistického domu Černého pivovaru na Karlově náměstí v Praze najdeme reliéf lva, na bráně SANOPZU v Praze sochy dětí.
Je také autorem řady hřbitovních plastik. Z jeho ateliéru pocházejí i četné soukromé portréty, v nichž v duchu myslbekových tradic zpracováním vystihl i osobitost a charakter portrétovaných – např. busta synovce Dítě (Národní galerie), portréty rodičů Moje matka (Národní galerie) a Tvář práce (portrét otce). Kompozici Moje matka vystavoval v roce 1933 na jubilejní výstavě Umělecké besedy. Sociální tematice, Bžochovi velmi blízké, se věnoval i cyklem reliéfů zobrazujících např. práci kožedělných dělníků i řemesla (YMCA).
Vytvořil i plastiky plné něhy, např. Předjaří, Naděje, Touha, Stesk, Puberta a další.  Vřelé přátelství ho pojilo se sochařem Karlem Pokorným, jež mělo odraz např. i na rodícím se pomníku Boženy Němcové. Práce Františka Bžocha jsou zastoupeny mj. ve sbírkách Národní galerie.

### Soutěže na pomníky
- Pomník padlým z I.světové války „Duch vítězství“ – Praha 1920 – 1. cena – zakoupeno Ústřední maticí školskou
- Pomník J. A. Komenského v Naardenu „Učitel národů“ – 1923 – 3. cena
- Pomník Ernesta Denise – Praha – 1927 – 3. cena
- Pomník plk. Švece „Slib svobody“ – Praha – 1932 – 3. cena – zakoupeno Ministerstvem školství a národní osvěty
- Pomník padlým – Prapor svobody – Praha
- Pomník padlým – Ústí n. L.

### Výzdoba budov a interiérů (dekorativní plastiky a reliéfy)
- YMCA Praha, Na Poříčí – výzdoba interiéru reliéfy – 1928
- Hotel Sakura v Roztokách u Prahy
- Škola v Mariánských Lázních
- Dům a zahrada továrníka E.Trauba v Praze-Bubenči – 1932
- Černý pivovar Praha, Karlovo nám. – reliéf lva na fasádě
- SANOPZ Praha – postavy dětí na vstupní bráně

### Portréty
- Matčin – „Moje matka“ – 1920 – Národní galerie
- Bratra Jindry – 1918
- Synovce Petra – „Dítě“ – 1918 – Národní galerie
- Otcův – „Tvář práce“ – 1928
- Bratra Bohouše – 1930
- Stavitele ing. Peka – 1931
- Bratra Jindry a jeho ženy Vlasty – 1932
- Manželů Steinfestových „Dělnická rodina“ – 1926
- Matky z mladých let – poslední práce

### Plastiky
- Alegorická socha Umění – Praha 1921 – atika budovy býv.filozofické fakulty (dnes konzervatoř)
- Socha dělníka „Za chlebem“
- Socha tanečnice
- Leda
- Hygiena
- Fyziologické torzo (cyklus Poznání)
- Socha architekta
- Plastika Předjaří
- Plastika Naděje
- Plastiky Touha, Stesk, Puberta
- Plastika nedělní jitro – oslava mateřské lásky
- Plastika Matčino štěstí
- Plastika Dělníkovo štěstí

### Náhrobní plastiky a reliéfy
- Náhrobek svatého Vojtěcha pro Katedrálu svatého Víta – Praha[ujasnit]
- Ježíšova hlava – Malvazinky
- Reliéfy a portréty pro hrobky rodiny Wošlegrovy, Hartmannovy, Sekaninovy, Lodrových, Steinfestových, Doležalových, Hammerovy

### Spolupráce na dílech J. V. Myslbeka
- Portrét Lažanského[ujasnit]
- Pomník biskupa J. V. Jirsíka v Českých Budějovicích
- Busta hraběte Lutzowa[ujasnit]
- Socha sv. Vojtěcha pro pomník sv. Václava na Václavském nám (spolu s Karlem Pokorným)

### Účast na výstavách
- 1933 – Jubilejní výstava Umělecké besedy, Obecní dům, Praha
- 1935 – 50 let výtvarné práce, Uměleckoprůmyslové muzeum, Praha
- 1938 – Náš voják ve výtvarném umění XIX. a XX. století, Obecní dům, Praha
- 1940–1941 a 1942 – Národ svým výtvarným umělcům, Hlavní město Praha, Praha
- 1943 – Umělci národu 1943, Hlavní město Praha, Praha
- 1950 – Členská výstava Umělecké besedy, Slovanský ostrov, Praha

## Galerie

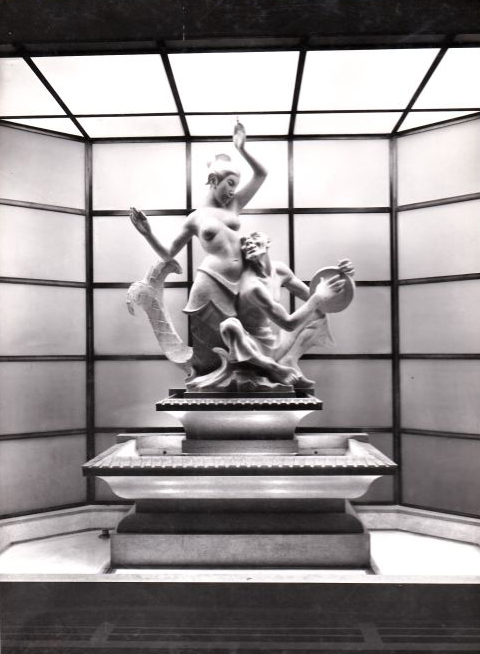
Fontána – Hotel Sakura v Roztokách u Prahy
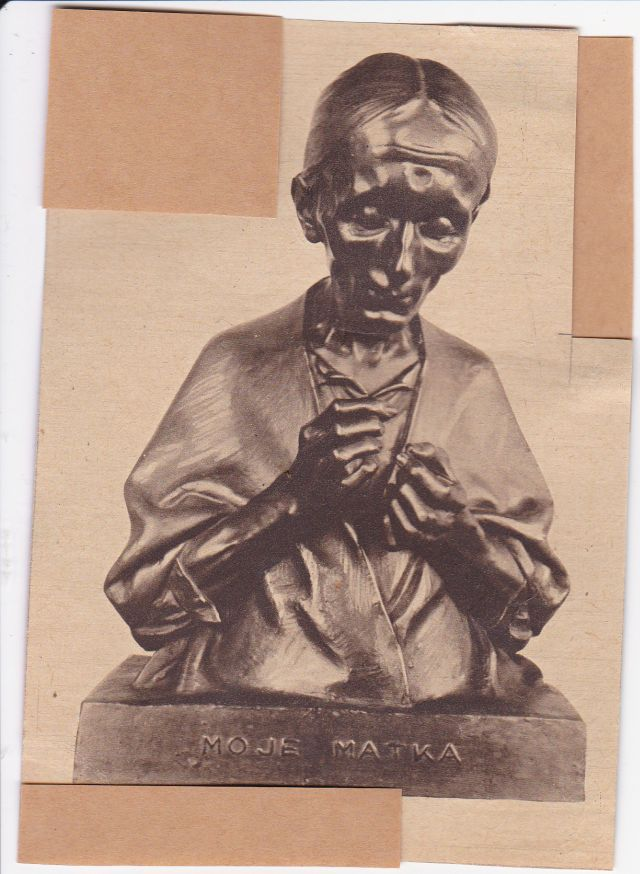
Moje Matka
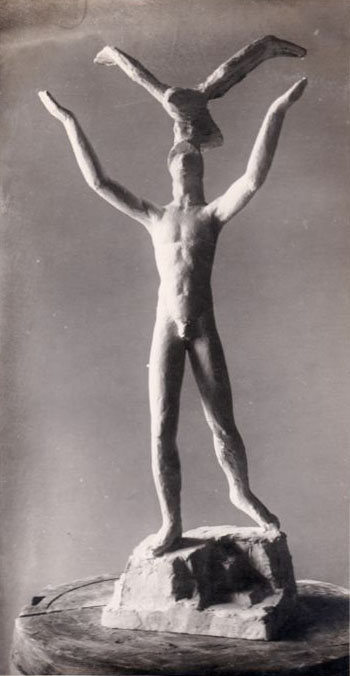
Duch vítězství
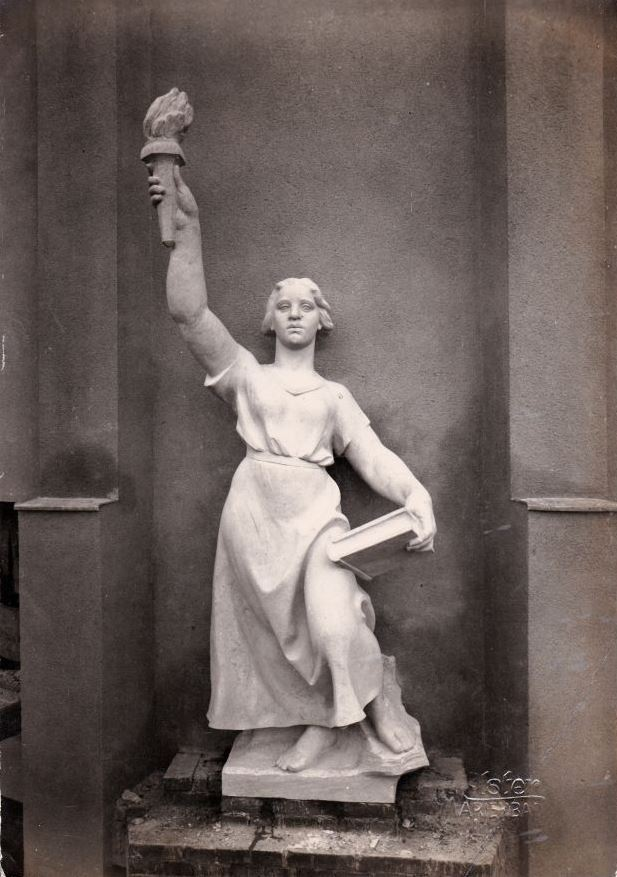
Detail výzdoby v Mariánských Lázních
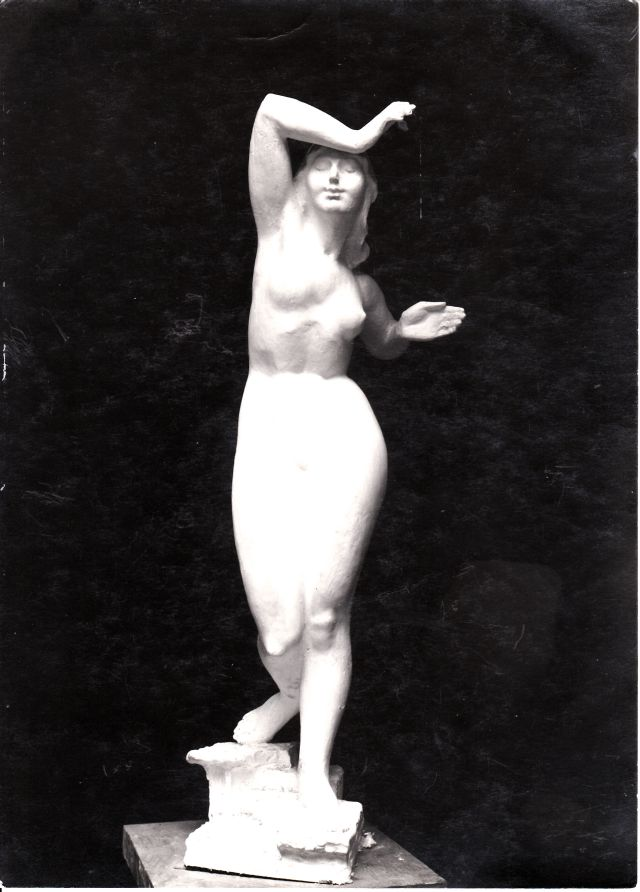
Touha
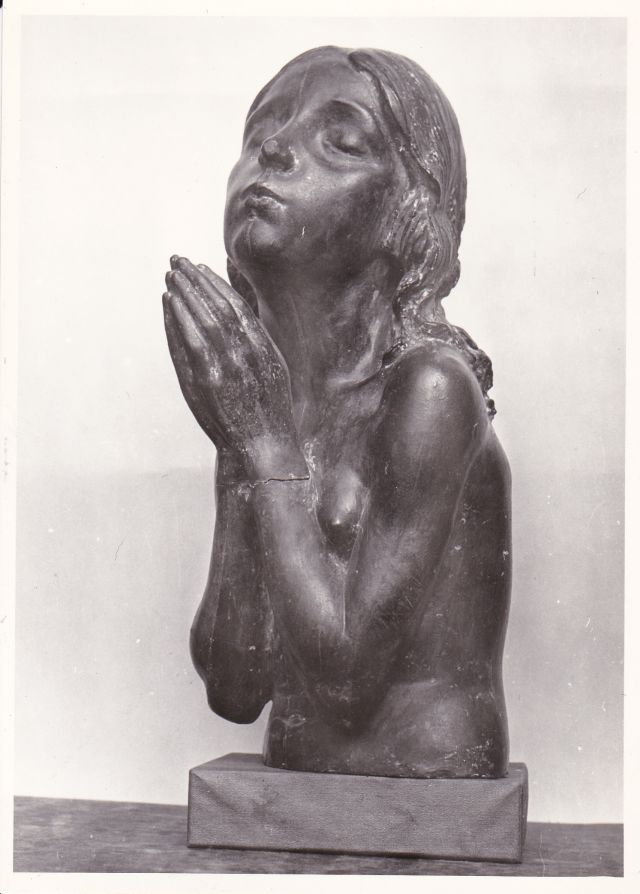
Puberta
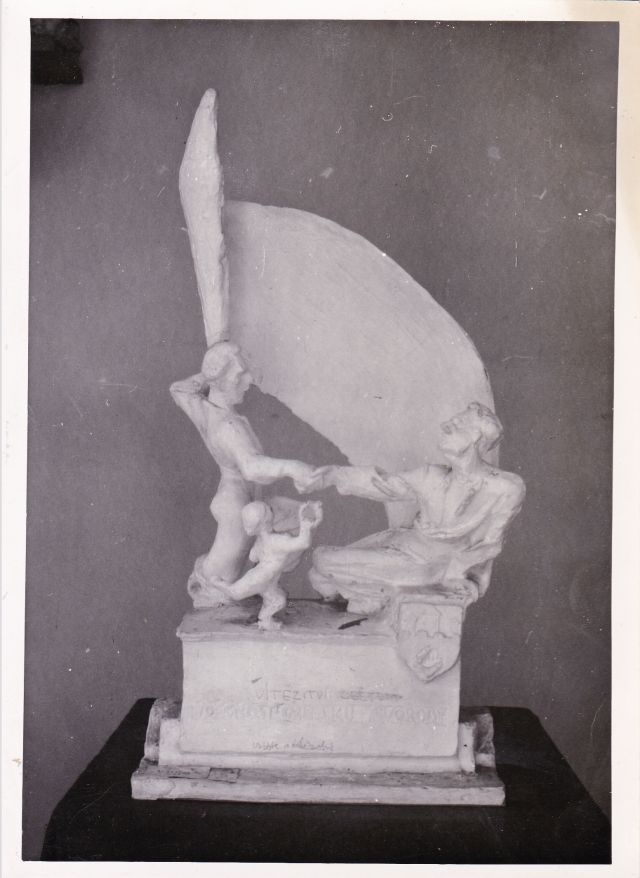
Pomník padlým – Vítězství
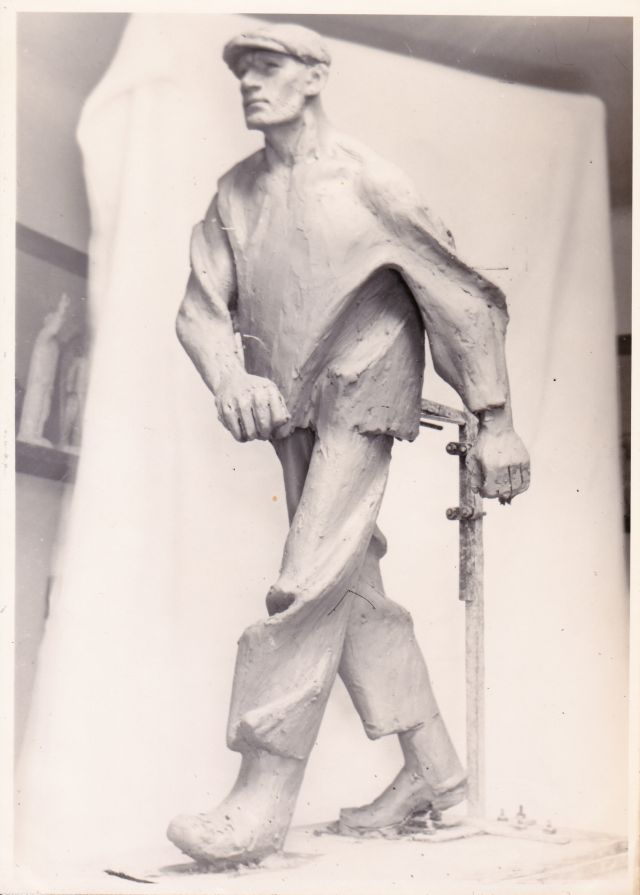
Do práce – YMCA
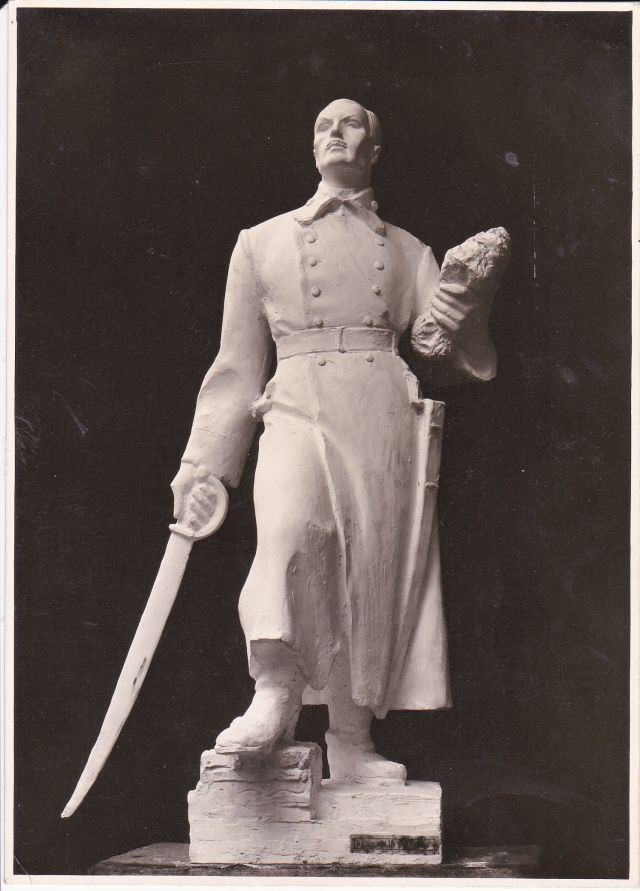
Slib svobody – pomník plukovníka Švece
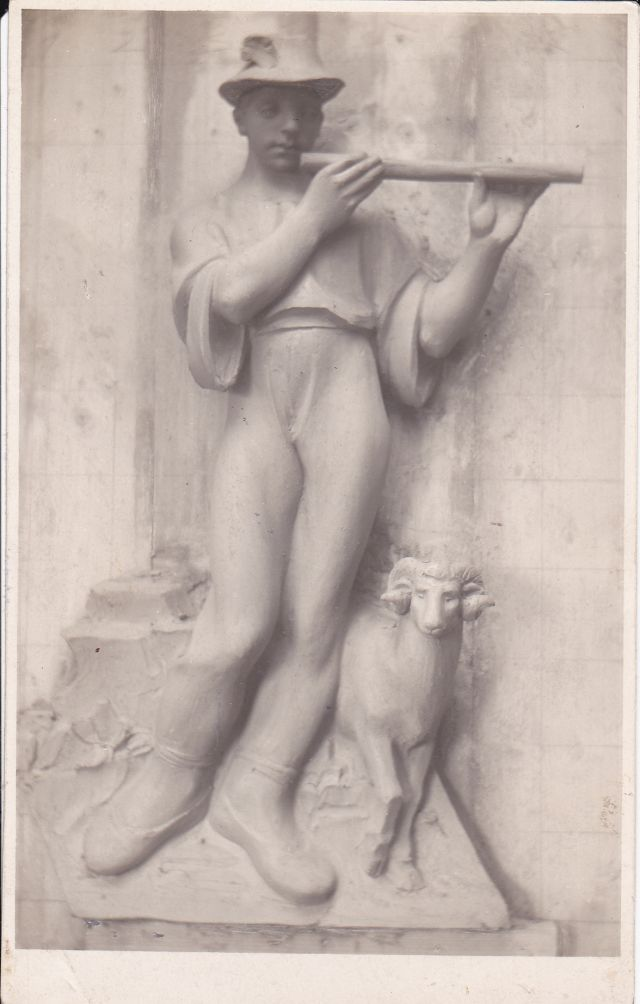
Ráno – YMCA
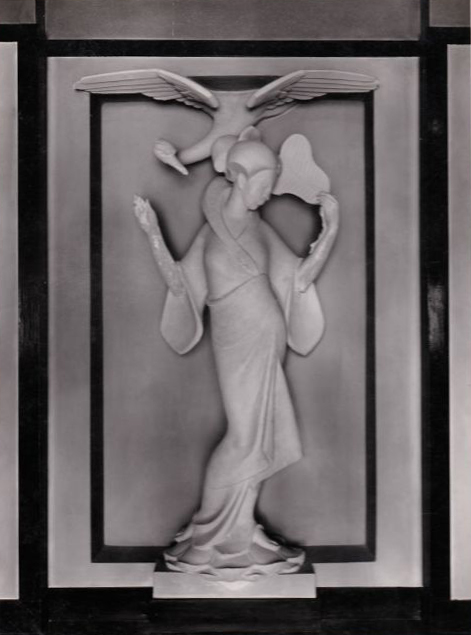
Sakura – Hotel Sakura v Roztokách u Prahy
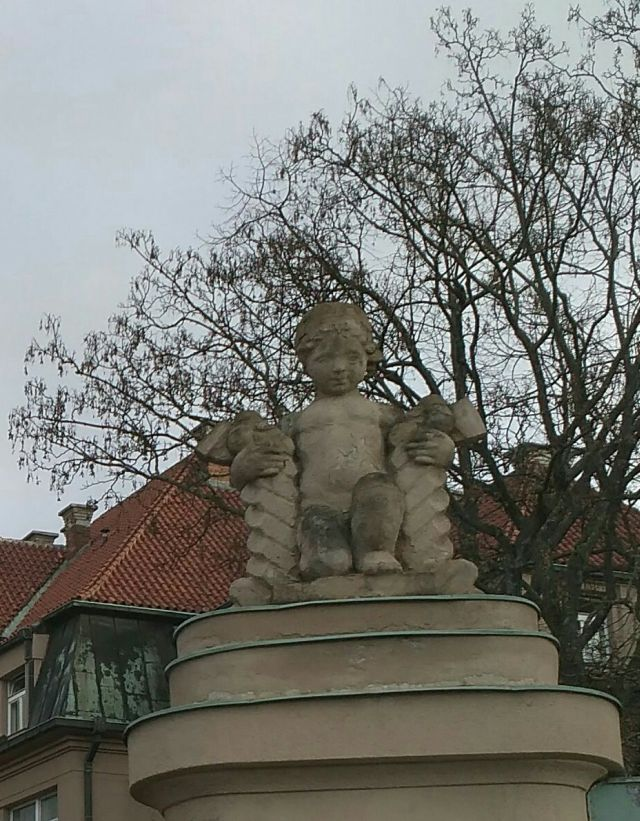
SANOPZ (brána)
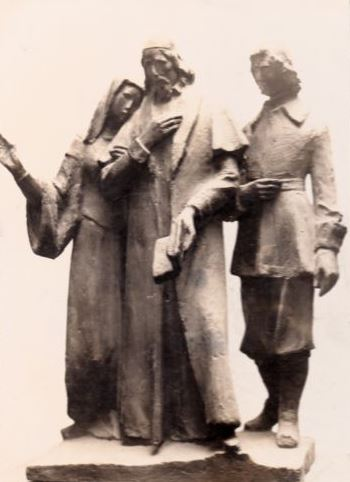
Učitel narodů – pomník J.A.Komenskeho pro Naarden